# Важка атлетика на літніх Олімпійських іграх 2024 — до 61 кг (чоловіки)
Змагання з важкої атлетики в категорії до 61 кілограма серед чоловіків на літніх Олімпійських іграх 2024 у Парижі відбулися 7 серпня на Арені Південний Париж.

## Рекорди
Перед цими змаганнями чинні світовий та олімпійський рекорди були такі:
| Світовий рекорд     | Ривок   | Лі Фабінь (CHN)      | 146 кг | Пхукет, Таїланд | 2 квітня 2024   |  |
| Світовий рекорд     | Поштовх | Гемптон Морріс (USA) | 176 кг | Пхукет, Таїланд | 2 квітня 2024   |  |
| Світовий рекорд     | Загалом | Лі Фабінь (CHN)      | 318 кг | Паттая, Таїланд | 19 вересня 2019 |  |
|                     |         |                      |        |                 |                 |  |
| Олімпійський рекорд | Ривок   | Лі Фабінь (CHN)      | 143 кг | Париж, Франція  | 7 серпня 2024   |  |
| Олімпійський рекорд | Поштовх | Лі Фабінь (CHN)      | 172 кг | Токіо, Японія   | 25 липня 2021   |  |
| Олімпійський рекорд | Загалом | Лі Фабінь (CHN)      | 313 кг | Токіо, Японія   | 25 липня 2021   |  |

## Результати
| Місце | Спортсмен          | Країна                  | Ривок (кг) | Ривок (кг) | Ривок (кг) | Ривок (кг) | Поштовх (кг) | Поштовх (кг) | Поштовх (кг) | Поштовх (кг) | Сума |
| Місце | Спортсмен          | Країна                  | 1          | 2          | 3          | Результат  | 1            | 2            | 3            | Результат    | Сума |
| ----- | ------------------ | ----------------------- | ---------- | ---------- | ---------- | ---------- | ------------ | ------------ | ------------ | ------------ | ---- |
| 1     | Лі Фабінь          | Китай (CHN)             | 137        | 140        | 143        | 143 OR     | 167          | 167          | 172          | 167          | 310  |
| 2     | Тхеерапонґ Сілачай | Таїланд (THA)           | 127        | 130        | 132        | 132        | 167          | 169          | 171          | 171          | 303  |
| 3     | Гемптон Морріс     | США (USA)               | 122        | 125        | 126        | 126        | 168          | 172          | 178          | 172          | 298  |
| 4     | Анік Касдан        | Малайзія (MAS)          | 126        | 130        | 130        | 130        | 167          | 174          | 174          | 167          | 297  |
| 5     | Мореа Бару         | Папуа Нова Гвінея (PNG) | 118        | 122        | 122        | 118        | 150          | 157          | 161          | 161          | 279  |
| 6     | Шота Мішвелідзе    | Грузія (GEO)            | 114        | 121        | 128        | 121        | 125          | 135          | 150          | 135          | 256  |
| 7     | Каймаруй Ераті     | Кірибаті (KIR)          | 95         | 100        | 100        | 100        | 120          | 120          | 124          | 120          | 220  |
| —     | Еко Іраван         | Індонезія (INA)         | 135        | 135        | 139        | 135        | 162          | 162          | 165          | —            | DNF  |
| —     | Іван Димов         | Болгарія (BUL)          | 134        | 134        | 135        | —          | —            | —            | —            | —            | DNF  |
| —     | Серджо Массідда    | Італія (ITA)            | 132        | 134        | 134        | —          | —            | —            | —            | —            | DNF  |
| —     | Чінь Ван Вінь      | В'єтнам (VIE)           | 128        | 128        | 128        | —          | —            | —            | —            | —            | DNF  |
| —     | Джон Сеніза        | Філіппіни (PHI)         | 125        | 125        | 125        | —          | —            | —            | —            | —            | DNF  |

### Новий рекорд
| Категорія | Спортсмен       | Новий рекорд | Тип |
| --------- | --------------- | ------------ | --- |
| Ривок     | Лі Фабінь (CHN) | 143 кг       | OR  |